# Illinois Central Railroad

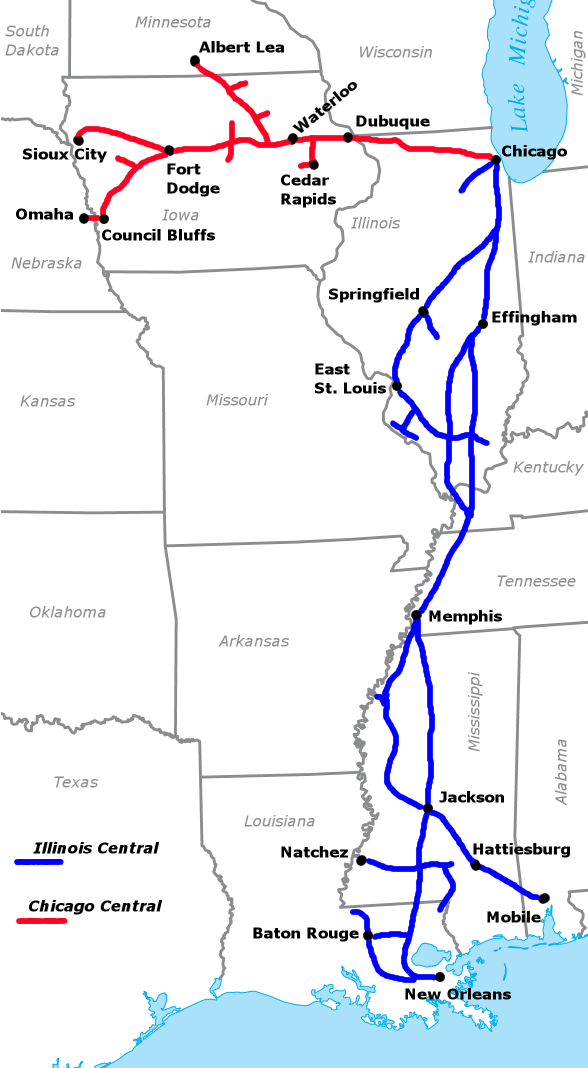
Mapa sieci kolejowej Illinois Central Railroad w 1996 roku (na niebiesko)

Illinois Central Railroad (pol. Centralna kolej w Illinois) była jedną z głównych kolei w centralnych Stanach Zjednoczonych. Kolej została utworzona w 1851 roku, a pierwsza linia ukończona w 1856 roku. Kolej przestała istnieć w 1998 roku, gdy została zakupiona przez Canadian National. Główna linia kolejowa łączyła miasta Chicago w stanie Illinois z Nowym Orleanem w Luizjanie, posiadała jednak kilkanaście odnóg.